# Muskegon County
Muskegon County är ett administrativt område i delstaten Michigan, USA. År 2010 hade county 172 188 invånare. Den administrativa huvudorten (county seat) är Muskegon.

## Geografi
Enligt United States Census Bureau har countyt en total area på 3 779 km². 1 318 km² av den arean är land och 2 460 km² är vatten.

### Angränsande countyn
- Oceana County - norr
- Newaygo County - nordost
- Kent County och Ottawa County - öster
- Ottawa County - söder
- Milwaukee County - sydväst
- Ozaukee County - väster

### Orter
- Casnovia (delvis i Kent County)
- Fruitport
- Lakewood Club
- Montague
- Muskegon (huvudort)
- Muskegon Heights
- North Muskegon
- Norton Shores
- Ravenna
- Roosevelt Park
- Whitehall